# St. Bartholomäus (Winbuch)

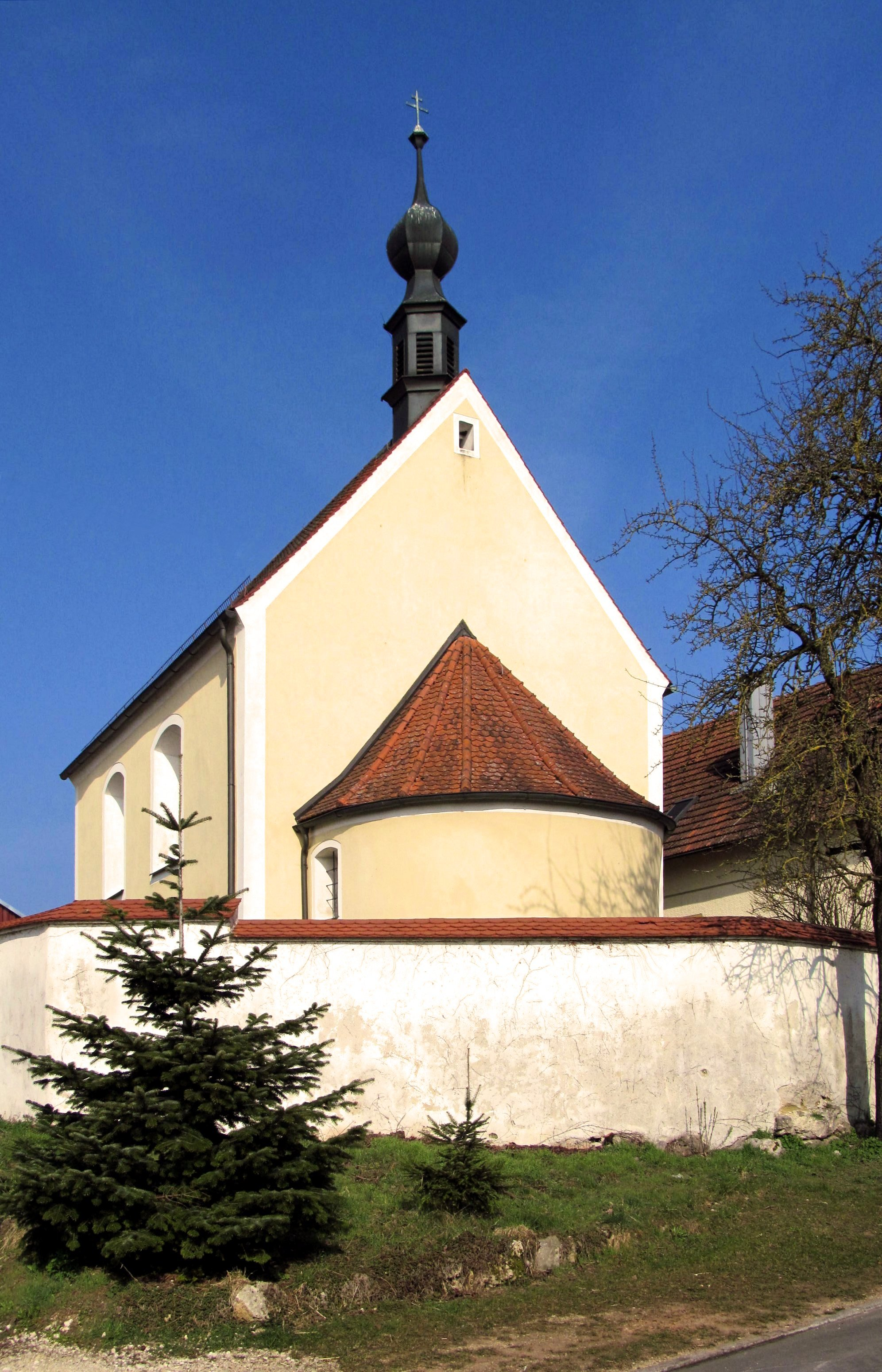
St. Bartholomäus (2015)

Die ehemalige Schlosskapelle St. Bartholomäus liegt in dem Ortsteil Winbuch der Oberpfälzer Marktgemeinde Schmidmühlen; sie war früher eine Nebenkirche der Pfarrei Vilshofen. Winbuch wurde 1972 zur Pfarrei Schmidmühlen umgemeindet. Heute ist diese Dorfkirche die zweitgrößte Kirche dieser Pfarrei, nur die Pfarrkirche St. Ägidius in Schmidmühlen ist größer.

## Geschichte
Die Kirche wurde in der zweiten Hälfte des 12. Jahrhunderts erbaut, bereits im Jahre 1147 existierte diese romanische Kapelle in Winbuch. Wie alle romanischen Kirchen in der Oberpfalz so ist auch diese einschiffig. An das flachgedeckte Langhaus schließt eine halbrunde Chornische an. Aus der Bauzeit stammt ein vermutlich später erneuertes Ziegelpflaster. Der ursprüngliche Eingang am Süden der Kirche ist vermauert. Am halbkreisförmigen Bogen des südlichen Eingangs sind zwei Kugeln im Relief zu sehen. 1795 ist die Kirche verändert worden, wie die Jahreszahl oberhalb des jetzigen Kirchenportals zeigt. Der Dachreiter besitzt eine Kuppel. Der Bau ist mit Kalksteinquadern verblendet.
Winbuch ist im Jahre 1538 zur lutherischen Religion übergegangen, wurde aber im Jahre 1622 wieder katholisch. In dieser Zeit errichtete man einen eigenen Gottesacker, der allerdings nur bis zur Aufhebung des Luthertums benutzt wurde. Der einstige Friedhof lag im Süden der Kirche und war mit einer starken Mauer umgeben. Später diente er noch dem Schullehrer als Garten. Das Begräbnis der Verstorbenen aus der Gemeinde Winbuch ist im Gottesacker zu Vilshofen.
Während des Dreißigjährigen Krieges herrschte 1622 zu Winbuch die Pest, in deren Folge ist der ganze Ort bis auf „etliche Personen“ ausgestorben. Da Winbuch zu dieser Zeit kirchlich zur Pfarrei Vilshofen gehörte, mussten die Winbuchner ihre Toten auf dem Friedhof in Vilshofen beerdigten; wegen der Pestkrankheit verweigerten aber die Vilshofener die Durchfahrt durch das Pfarramt. Die Winbuchner mussten sich daher einen anderen Weg zum Friedhof suchen. Sie durften ihre Pesttoten auch nicht durch das Haupttor tragen, sondern „sie mussten sich gegen Westen selbst eine kleine Thür durch die Mauer einbrechen lassen, weil der Gottesacker, die drey Kirchen, der Pfarrhof und das Schulhaus mit einer sehr starken und hohen Mauer umgeben ist.“

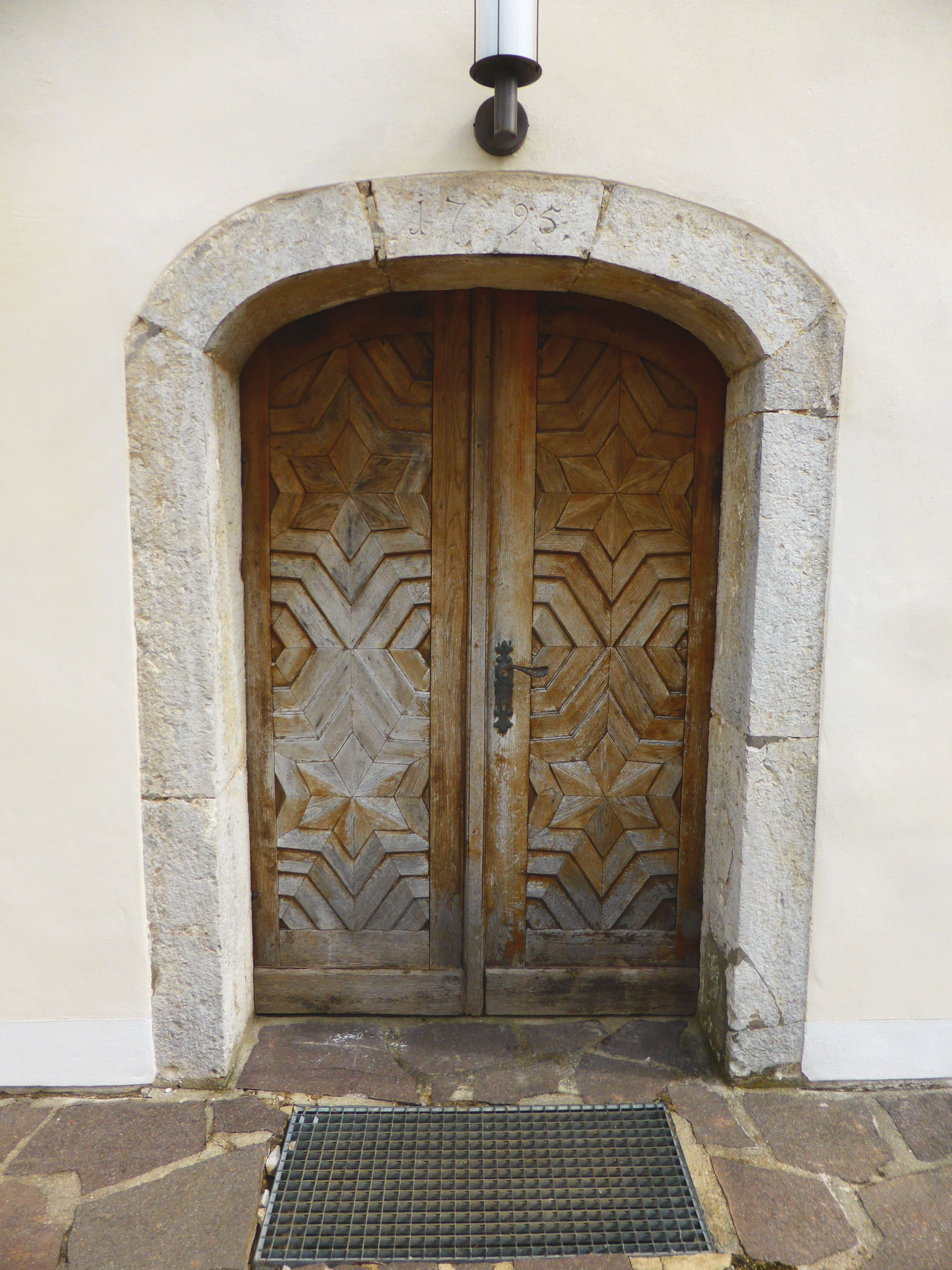
Eingangsportal mit der Jahreszahl 1795

1795 wurde eine erste gründliche Renovierung der Kirche vorgenommen; aus dieser Zeit stammt auch das jetzige Eingangsportal.

## Ausstattung
Auf dem Altar steht anstatt des üblichen Aufbaus ein klassizistischer Tabernakel. In dieser Stilrichtung ist auch die Kanzel ausgeführt, sie wurde im Jahre 1837 renoviert. Der Kirchenheilige Bartholomäus thront als markante Figur über dem Altar. In der Südostecke des Innenraums befindet sich eine spätgotische Maria mit dem Kind, die aus dem Ende des 15. Jahrhunderts stammt.
In der Apsis ist ein rotmarmorner Grabstein des Hofmarksbesitzers Johann Joachim Haußners von und zu Wimbuch. Oben am Epitaph befinden sich das gestürzte Wappen der Hausner und die Wappen der beiden Frauen und deren Eltern und Großeltern. Die Inschrift lautet:
Hier ruhen die Gebeine Deß Weyland Hochwol Edel gebohrnen Herrn, Herrn Johann Joachim Haußners von und zu Wimbuch, welcher daselbst geboren den 24. Avo des 1622 jahrs, aus denn Vhralten Häusern deren von Hausen und deren von Mendelshofen. Dessen Geschlecht sich vor 600 Jahren schon in Teutschland auff Ritterliche Weise bekandt gemacht und seit 300 Jahren die Hoffmarck Wimbuch bewohnet hat nun allda mit Ihme seines Nahmens und Stammens Endtschaft erreichet, den 30 Ibris des 1697 Jahrs im 76. Seines Alters, Nicht ohne grosse bekümmernuß seiner aus Erster Ehe von Fr: Claren Rümlin von Zandt hinterlassenen beeden Frauen Frauen Töchtern, als nemlich Frau Eva Teufflin von Pürckensee, und Frau Maria Magdalena von Seidel, welche auf disem Stein denen Sterblichen dises zum Exempel hinterlasse der Vergänglichkeit worauff du lieber Leser dem seelig Verstorbnen wollest antwünsche di ewige Vollkomenheit.